# Fukuoka Dome
Der Fukuoka Dome, offiziell von 2005 bis 2013 Fukuoka Yahoo! Japan Dome und seit 2013 Fukuoka Yafuoku! Dome nach dem Sponsor Yahoo! Japan, ist ein Baseballstadion im Chūō-ku der japanischen Stadt Fukuoka in der gleichnamigen Präfektur. Das Stadion ist die Heimspielstätte der Fukuoka SoftBank Hawks aus einer der zwei professionellen Baseball-Ligen Japans, der Pacific League.

## Geschichte
Die Arbeiten begannen am 1. April 1991. Nach zwei Jahren konnte am 2. April die Einweihung gefeiert werden. Der Dome war das erste Stadion in Japan mit einem schließbaren Dach und bietet Platz für 38.500 Zuschauer. Das Kuppeldach besitzt einen Durchmesser von ca. 210 Meter. Das Öffnen oder Schließen der dreiteiligen Dachkonstruktion dauert ca. 20 Minuten. Insgesamt kostete der Bau 76 Milliarden ¥ (rund 606 Millionen €).

## Nutzung
Der Fukuoka Dome wird hauptsächlich für Baseballspiele und Konzerte genutzt. Die Fukuoka SoftBank Hawks aus der Pacific League tragen seit der Eröffnung 1993 ihre Heimspiele im Stadion aus. Zudem fand zwischen 1996 und 2006 bei jeder Austragung des Wettbewerbs mindestens ein Spiel der MLB Japan All-Star Series im Dome statt.
Zu den bekanntesten Musikern und Bands, die Konzerte im Fukuoka Dome gaben, gehören Bon Jovi, Aerosmith, Whitney Houston, Madonna, The Rolling Stones, Michael Jackson, Eagles, Queen + Paul Rodgers, Ayumi Hamasaki, Frank Sinatra und Billy Joel.

## Galerie

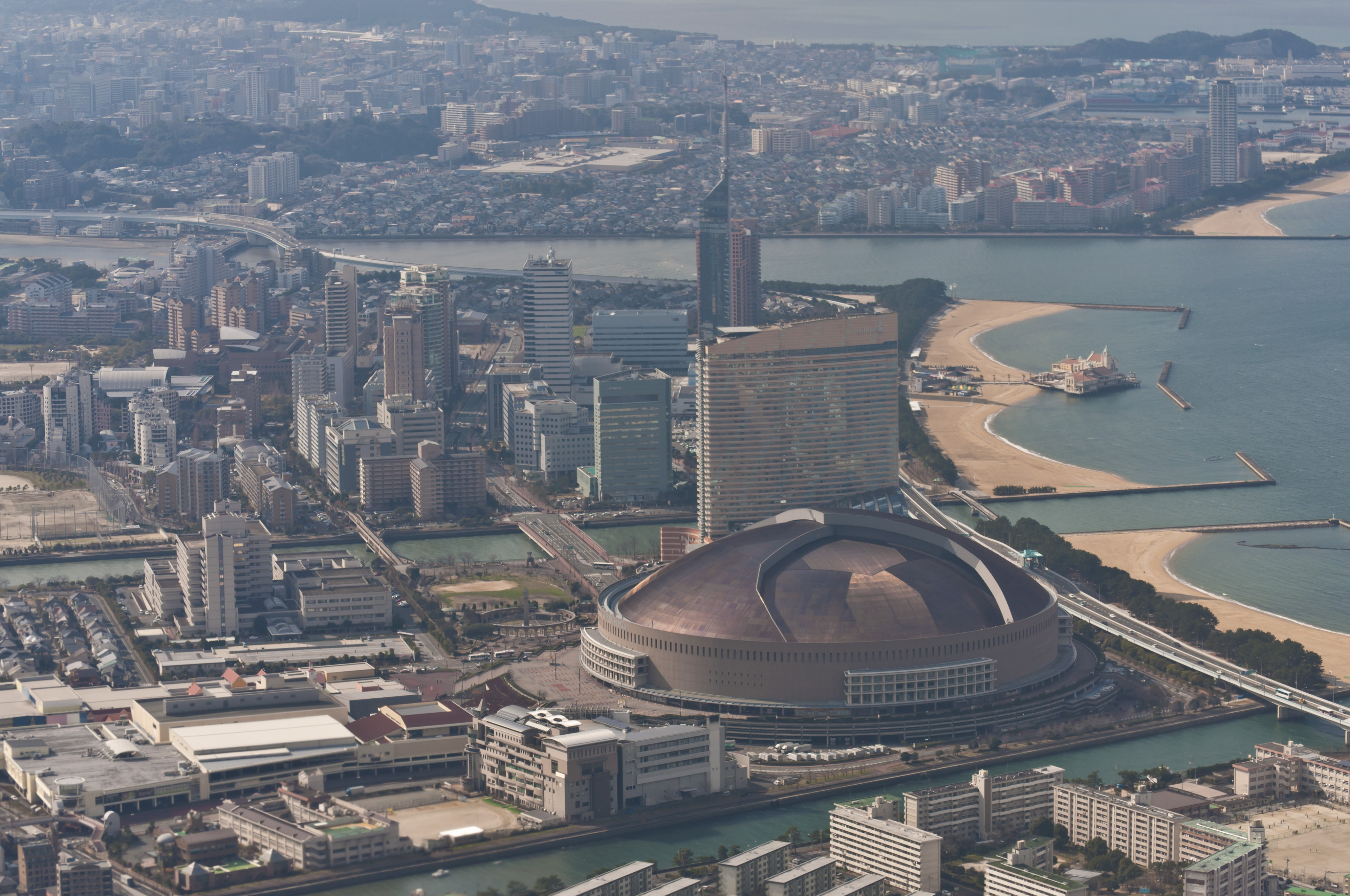
Luftbildaufnahme
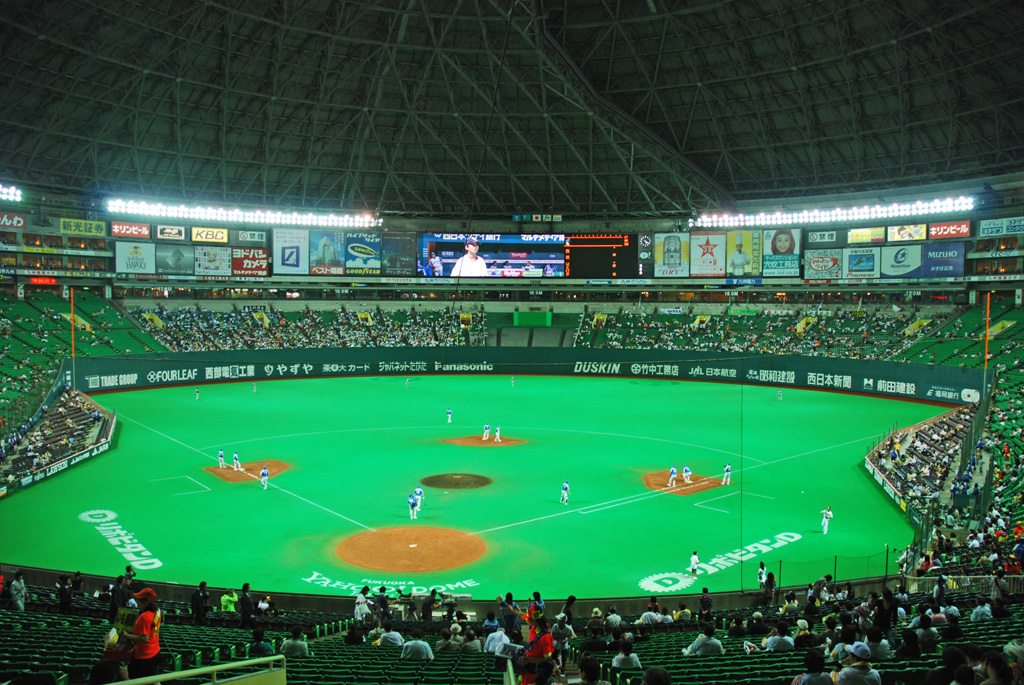
Der Stadioninnenraum
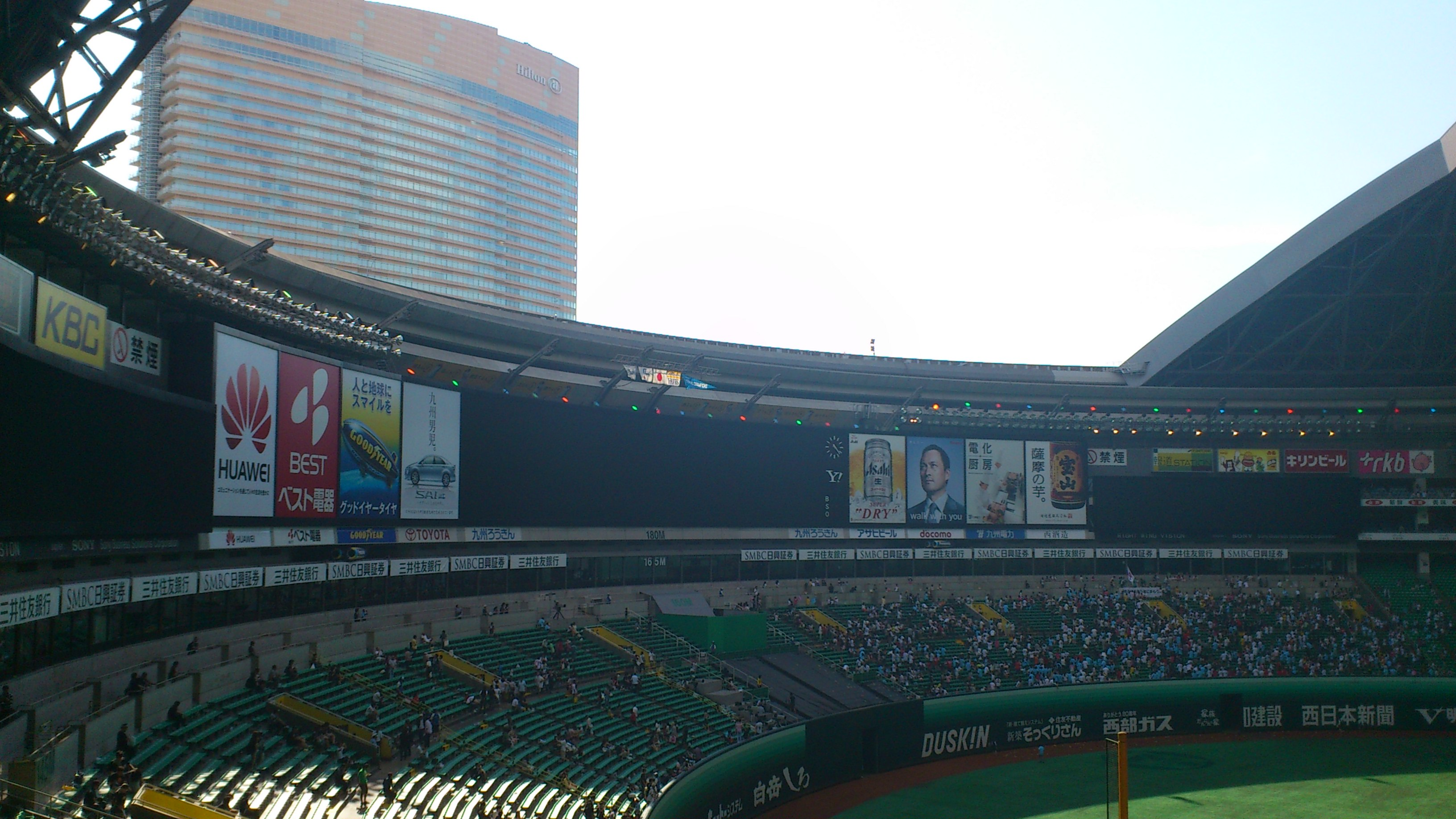
Das geöffnete Dach
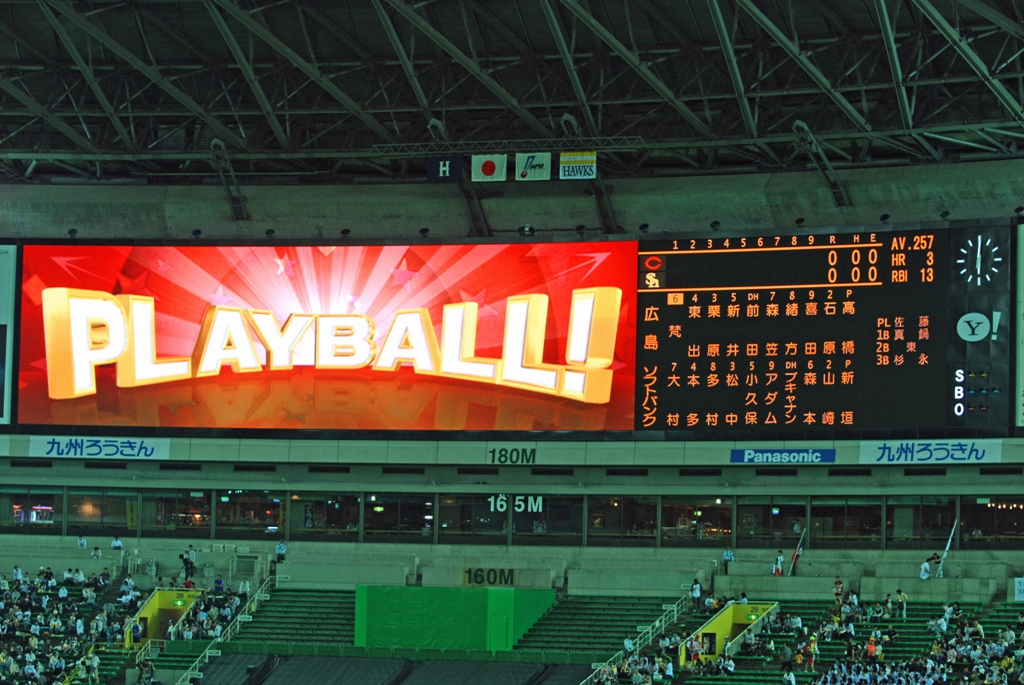
Die Videoanzeigetafel